# بريان جيلفيلان
بريان جيلفيلان (بالإنجليزية: Bryan Gilfillan)‏ (14 سبتمبر 1984 في المملكة المتحدة - ) هو لاعب كرة قدم بريطاني في مركز الوسط. شارك مع منتخب أيرلندا الشمالية تحت 21 سنة لكرة القدم. أما مع النوادي، فقد لعب مع نادي إنفرنيس ونادي كلايد ونادي سترنرير ‏ وBrora Rangers F.C. ‏ وأردريونيانز وAnnan Athletic F.C. ‏ ونادي كاودينبيث لكرة القدم وGretna F.C. ‏ وSunshine Coast FC ‏ ونادي بيترهيد ‏.

## وصلات خارجية
- بريان جيلفيلان على موقع قاعدة بيانات كرة القدم.إي يو (الإنجليزية)
- بريان جيلفيلان على موقع Soccerbase.com (لاعب) (الإنجليزية)